# Liste des caisses régionales de Crédit agricole
 (janvier 2023).
Cet article dresse la liste des caisses régionales de Crédit agricole. Il y en a actuellement[Quand ?] 39 regroupant les 101 départements français.

## Liste détaillée
| Caisse régionale              | Territoires couverts                                                                  |
| ----------------------------- | ------------------------------------------------------------------------------------- |
| Alpes Provence                | Bouches-du-Rhône, Hautes-Alpes, Vaucluse                                              |
| Alsace Vosges                 | Bas-Rhin, Haut-Rhin, Vosges                                                           |
| Anjou et Maine                | Maine-et-Loire, Mayenne, Sarthe                                                       |
| Aquitaine                     | Gironde, Landes, Lot-et-Garonne                                                       |
| Brie Picardie                 | Seine-et-Marne, Somme, Oise                                                           |
| Atlantique Vendée             | Loire-Atlantique, Vendée                                                              |
| Centre-est                    | Ain, Rhône, Saône-et-Loire                                                            |
| Centre France                 | Allier, Cantal, Corrèze, Creuse, Puy-de-Dôme                                          |
| Centre Loire                  | Cher, Loiret, Nièvre                                                                  |
| Centre Ouest                  | Indre, Haute-Vienne                                                                   |
| Champagne-Bourgogne           | Aube, Côte-d'Or, Haute-Marne, Yonne                                                   |
| Charente-Maritime Deux-Sèvres | Charente-Maritime, Deux-Sèvres                                                        |
| Charente-Périgord             | Charente, Dordogne                                                                    |
| Corse                         | Corse-du-Sud, Haute-Corse                                                             |
| Côtes d'Armor                 | Côtes-d'Armor                                                                         |
| Finistère                     | Finistère                                                                             |
| Franche-Comté                 | Doubs, Jura, Haute-Saône, Territoire de Belfort                                       |
| Guadeloupe                    | Guadeloupe                                                                            |
| Île-de-France                 | Essonne, Hauts-de-Seine, Paris, Seine-Saint-Denis, Val-de-Marne, Val-d'Oise, Yvelines |
| Ille-et-Vilaine               | Ille-et-Vilaine                                                                       |
| Languedoc                     | Aude, Gard, Hérault, Lozère                                                           |
| Loire Haute-Loire             | Loire, Haute-Loire                                                                    |
| Lorraine                      | Meurthe-et-Moselle, Meuse, Moselle                                                    |
| Martinique et Guyane          | Martinique, Guyane                                                                    |
| Morbihan                      | Morbihan                                                                              |
| Nord de France                | Nord, Pas-de-Calais                                                                   |
| Nord Est                      | Ardennes, Aisne, Marne                                                                |
| Nord Midi Pyrénées            | Aveyron, Lot, Tarn, Tarn-et-Garonne                                                   |
| Normandie                     | Calvados, Manche, Orne                                                                |
| Normandie-Seine               | Seine-Maritime, Eure                                                                  |
| Provence Côte d'Azur          | Alpes-de-Haute-Provence, Alpes-Maritimes, Var                                         |
| Pyrénées Gascogne             | Gers, Hautes-Pyrénées, Pyrénées-Atlantiques                                           |
| La Réunion                    | La Réunion, Mayotte                                                                   |
| Savoie                        | Savoie, Haute-Savoie                                                                  |
| Sud Méditerranée              | Ariège, Pyrénées-Orientales                                                           |
| Sud Rhône Alpes               | Drôme, Ardèche, Isère                                                                 |
| Toulouse 31                   | Haute-Garonne                                                                         |
| Touraine et Poitou            | Vienne, Indre-et-Loire                                                                |
| Val de France                 | Loir-et-Cher, Eure-et-Loir                                                            |